# Escharella variolosa
Escharella variolosa är en mossdjursart som först beskrevs av Johnston 1838.  Escharella variolosa ingår i släktet Escharella och familjen Romancheinidae. Inga underarter finns listade i Catalogue of Life.